# Podomyrma keysseri
Podomyrma keysseri är en myrart som beskrevs av Hugo Viehmeyer 1914. Podomyrma keysseri ingår i släktet Podomyrma och familjen myror. Inga underarter finns listade i Catalogue of Life.